# 许邦荣
許邦榮（1998年3月29日—），馬來西亞男子羽球運動員。其姊许嘉雯同為羽毛球運動員。

## 簡歷
許邦榮在2017年的印度國際挑戰賽混雙項目，與搭檔白燕薇首次闖入國際賽四強，最終以0比2（12-21、22-24）不敵香港的麥喜俊/楊雅婷。
2018年3月起，馬來西亞國家隊在經由國內賽的嘗試搭配後，讓許邦榮與谢宜茜組成固定搭檔參加國際賽事。年末，兩人在澳門公開賽和孟加拉國際挑戰賽分別晉級四強和決賽。2019年8月，許邦榮和謝宜茜在印度舉辦的海得拉巴羽毛球公開賽混雙決賽，以2比1（16-21、21-16、21-11）逆轉印尼的阿德南·毛拉纳和米歇尔·克里斯廷·班达索組合，獲得兩人搭檔以來首座國際賽冠軍。

## 主要比賽成績
只列出曾進入準決賽的國際賽事成績：
| 年份   | 賽事                     | 公開賽級別 | 項目     | 搭檔   | 成績   |
| ------ | ------------------------ | ---------- | -------- | ------ | ------ |
| 2016年 | 世界青年羽毛球錦標賽賽   | 其他       | 混合團體 | －     | 亞軍   |
| 2017年 | 印度羽毛球國際挑戰賽     | 國際挑戰賽 | 混合雙打 | 白燕薇 | 準決賽 |
| 2018年 | 澳門羽毛球公開賽         | 超級300賽  | 混合雙打 | 謝宜茜 | 準決賽 |
| 2018年 | 孟加拉羽毛球國際挑戰賽   | 國際挑戰賽 | 女子雙打 | 謝宜茜 | 亞軍   |
| 2019年 | 馬來西亞羽毛球國際系列賽 | 國際系列賽 | 混合雙打 | 謝宜茜 | 準決賽 |
| 2019年 | 海得拉巴羽毛球公開賽     | 超級100賽  | 混合雙打 | 謝宜茜 | 冠軍   |
| 2019年 | 澳門羽毛球公開賽         | 超級300賽  | 混合雙打 | 謝宜茜 | 準決賽 |
| 2019年 | 印度羽毛球國際挑戰賽     | 國際挑戰賽 | 混合雙打 | 謝宜茜 | 冠軍   |
| 2019年 | 孟加拉羽毛球國際挑戰賽   | 國際挑戰賽 | 混合雙打 | 謝宜茜 | 冠軍   |
| 2020年 | TOYOTA泰國羽毛球公開賽   | 超級1000賽 | 混合雙打 | 謝宜茜 | 準決賽 |
| 2021年 | 蘇迪曼盃                 | 其他       | 混合團體 | －     | 季軍   |
| 2022年 | 東南亞運動會羽毛球比賽   | 其他       | 男子團體 | －     | 銀牌   |
| 2022年 | 東南亞運動會羽毛球比賽   | 其他       | 混合雙打 | 謝宜茜 | 銀牌   |
| 2022年 | 台北羽毛球公開賽         | 超級300賽  | 混合雙打 | 杜颐沩 | 準決賽 |
| 2022年 | 孟加拉羽毛球國際挑戰賽   | 國際挑戰賽 | 混合雙打 | 張湄鑫 | 準決賽 |
| 2022年 | 馬來西亞羽毛球國際挑戰賽 | 國際挑戰賽 | 混合雙打 | 張湄鑫 | 冠軍   |
| 2023年 | 伊朗羽毛球國際挑戰賽     | 國際挑戰賽 | 混合雙打 | 張湄鑫 | 亞軍   |
| 2023年 | 蘇迪曼盃                 | 其他       | 混合團體 | －     | 季軍   |
| 2023年 | 馬爾代夫羽毛球國際挑戰賽 | 國際挑戰賽 | 混合雙打 | 張湄鑫 | 冠軍   |
| 2023年 | 馬來西亞羽毛球國際挑戰賽 | 國際挑戰賽 | 混合雙打 | 鍾舒韻 | 冠軍   |
| 2023年 | 賽義德·莫迪羽毛球國際賽  | 超級300賽  | 混合雙打 | 鍾舒韻 | 準決賽 |
| 2024年 | 奧爾良羽毛球大師賽       | 超級300賽  | 混合雙打 | 鍾舒韻 | 準決賽 |
| 2024年 | 澳門羽毛球公開賽         | 超級300賽  | 混合雙打 | 鍾舒韻 | 準決賽 |
| 2024年 | 中國羽毛球大師賽         | 超級750賽  | 混合雙打 | 鍾舒韻 | 亞軍   |

| 2007-2017年 | 首要超級賽 | 超級賽 | 黃金大獎賽 | 大獎賽 | 國際挑戰賽 | 國際系列賽 | 未來系列賽 | 其他 |

| 2018-2026年 | 總決賽 | 超級1000賽 | 超級750賽 | 超級500賽 | 超級300賽 | 超級100賽 | 國際挑戰賽 | 國際系列賽 | 未來系列賽 | 其他 |

### 奧運會和世錦賽參賽紀錄
|          | 搭檔   | 2021 |
| -------- | ------ | ---- |
| 混合雙打 | 謝宜茜 | 16強 |

## 外部連結
- 维基共享资源上的相關多媒體資源：许邦荣